# 羊洲
羊洲（英語：Yeung Chau），又稱獨鼇洲，是香港的一個島嶼，地區行政上屬於西貢區。位於西貢市對開海面，大洲、垃圾洲以南，白沙洲以北，枕頭洲、大鏟洲、小鏟洲以西。
在香港的官方地圖中，羊洲的英文島名叫Yeung Chau。
羊洲上並沒有居民居住。

## 傳說
羊洲本為西貢海上一處無人小島，但島上建有一座巨墓，橫臥島上山坡上，面朝西貢海及牛尾海以南的清水灣。墓主姓鄺，但他卻不是西貢漁民，生前亦未居住西貢範圍內。墓主生前原為一名居住於九龍城的巨富，經營戲院、超級市場和農場。
他生前篤信風水，聽聞當地漁民傳說羊洲中的「羊」非羊，而是指鼇，「鼇」和「鰲」相通，而俗語又謂「安排香餌釣金鰲」，加上羊洲處於西貢虛媽祖廟的視域範圍內，故此鄺氏認為那兒是風水寶地。於是他用巨資向香港政府租下羊洲，易名「獨鼇洲」，有「獨佔鼇頭」之意，並興建一座巨型壽墓，以便死後葬在那裡。
不過一名堪輿學家警告鄺氏，羊洲面朝西貢海及牛尾海以南的清水灣半島，清水灣半島有一座高山稱釣魚翁，正是羊洲的剋星。釣魚翁是一種專吃魚的海鳥俗稱，對羊洲虎視眈眈。該堪輿學家指點鄺氏，把妻子葬在釣魚翁上，即可化去「飛鳥食魚」之劫。
結果夫妻二人各葬南北，但有不信風水者嘲諷鄺氏，「鼇」亦代表巨龜，飛鳥吃龜，反挫飛鳥，豈非得不嘗失？

## 發展
羊洲是最靠近西貢市的島嶼，擁有優美的自然環境和豐富資源，如白腹海鵰等動物棲息於此，而且長久以來，除鄺氏巨墓之外，其他地方未經開發。故西貢區議會曾建議在西貢碼頭開辦定時街渡，或興建一條連接西貢碼頭及羊洲的吊橋，並在島上興建一條環島自然教育徑，以開辟郊遊新景點。
西貢區議會又建議滘西洲哥爾夫球場與羊洲之間興建一個節日平台，用以舉辦活動，吸引遊客。並將發展建議納入《香港西貢旅旅休憩發展計劃》，交予規劃署署長及財政司司長審核。

## 交通
儘管羊洲靠近西貢市，但並無街渡到島上，遊客宜自費租船前往。

## 外部連結
- 羊洲圖
- 西貢 – Sailing 初體驗 （页面存档备份，存于）
- 古今地名對照[永久]